# آرس (دی‌سی کامیکس)
آرس (به انگلیسی: Ares) همچنین با نام مارس نیز شناخته می‌شود، یک شخصیت خیالی در کتاب‌های کمیک آمریکایی منتشر شده توسط دی‌سی کامیکس و رسانه های مرتبط با آن است. شخصیت آرس او بر اساس ایزد و شخصیتی افسانه‌ای به همین نام، در اساطیر یونانی خلق شده‌است و یکی از بزرگترین دشمنان زن شگفت‌انگیز به شمار می‌رود. او به طور قابل توجهی به عنوان یک دشمن دیرینه در تمام دوران ماجراجویی های کتاب های مصور زن شگفت‌انگیز و در بسیاری از اقتباس های داستان های او در رسانه های دیگر برجسته شده است.
آرس اولین بار در زن شگفت‌انگیز (جلد ۱) شماره ۱، منتشر شده در ژوئن ۱۹۴۲، نوشته خالق زن شگفت‌انگیز، ویلیام مولتن مارستون، ظاهر شد. در پانل های مقدماتی از او به عنوان آرس نام برده شده است، اگرچه راوی در ادامه خاطرنشان می کند که او "اکنون" با نام رومی خود، مارس، شناخته می شود. او تا ۴۵ سال بعد با همین نام شناخته می‌شد (به استثنای موارد پراکنده)، تا اینکه تیم خلاق جورج پرز و گرگ پاتر نام یونانی آرس را را به عنوان بخشی از راه‌اندازی مجدد افسانه‌های زن شگفت‌انگیز در سال ۱۹۸۷ احیاء نمودند.
با جلوتر رفتن کمیک‌های زن شگفت‌انگیز در طول سال‌ها، داستان آن توسط نویسندگان مختلفی دست خوش تغییر گشت و نسخه‌های مختلفی از آرس/مارس، همراه با شخصیت‌ها و ظاهرهای گوناگونی از او پدیدار شدند. اگرچه بیشتر با زره هوپلیت یونانی یا گلادیاتوری رومی به تصویر کشیده شده‌است. طولانی‌ترین ظاهر این شخصیت، که توسط جورج پرز طراحی شده است، شبیه یک جنگجوی یونانی با چشم قرمز در زره‌های جنگی سیاه و نیلی است، که چهره او توسط یک کلاه ایمنی باستانی پنهان شده است.  پس از اینکه جهان دی‌سی در سال ۲۰۱۱ راه‌اندازی شد (رویدادی که به نام The New 52 شناخته می‌شود)، این شخصیت از چندین تفسیر بصری متفاوت (از جمله یکی از آنها از ظاهر فیزیکی نویسنده وقت زن شگفت‌انگیز، برایان آزارلو، الهام گرفته بود) استفاده کرد، اما سپس دوباره به تفسیر بصری ارائه شده توسط جرج پرز بازگشت.
این شخصیت در اشکال مختلف رسانه ای ظاهر شده است. صداپیشگی او در انیمیشن تلویزیونی و سینمایی توسط بازیگران آلفرد مولینا، فرد تاتاسیور و مایکل یورک انجام شده است و در فیلم های دنیای توسعه یافته دی سی نقش او توسط دیوید تیولیس در فیلم‌های زن شگفت انگیز (۲۰۱۷) و لیگ عدالت زک اسنایدر (۲۰۲۱) به تصویر کشیده شده است.